# Haley Bugeja
Haley Bugeja, née le 5 mai 2004 à Pietà, est une footballeuse internationale maltaise. Elle évolue au poste d'attaquante à l'Inter Milan. En 2019, la fédération de Malte de football lui décerne le titre de meilleure joueuse du pays.

## Biographie

### Carrière en club
Après avoir joué à Malte, Haley Bugeja s'engage en 2020 pour trois ans avec l'Unione Sportiva Sassuolo Calcio qui évolue en Serie A du championnat d'Italie féminin de football.
Elle quitte l'Europe en 2022 pour rejoindre la National Women's Soccer League américaine au sein du Pride d'Orlando.

### Carrière internationale
Haley Bugeja joue pour la première fois avec l'Équipe de Malte féminine de football lors d'un match amical contre la Roumanie en 2019.